# Esprit de De Grisogono
L’Esprit de De Grisogono est le plus gros carbonado taillé avec une masse de 312,24 carats. Si on assimile les carbonados aux diamants, c'est également le 5e plus gros diamant taillé au monde. Il est issu d'une pierre brute de 587 carats. Il a été taillé et monté sur une bague par Fawaz Gruosi, créateur de la marque De Grisogono. On ignore s'il a été vendu.